# SH-SY5Y

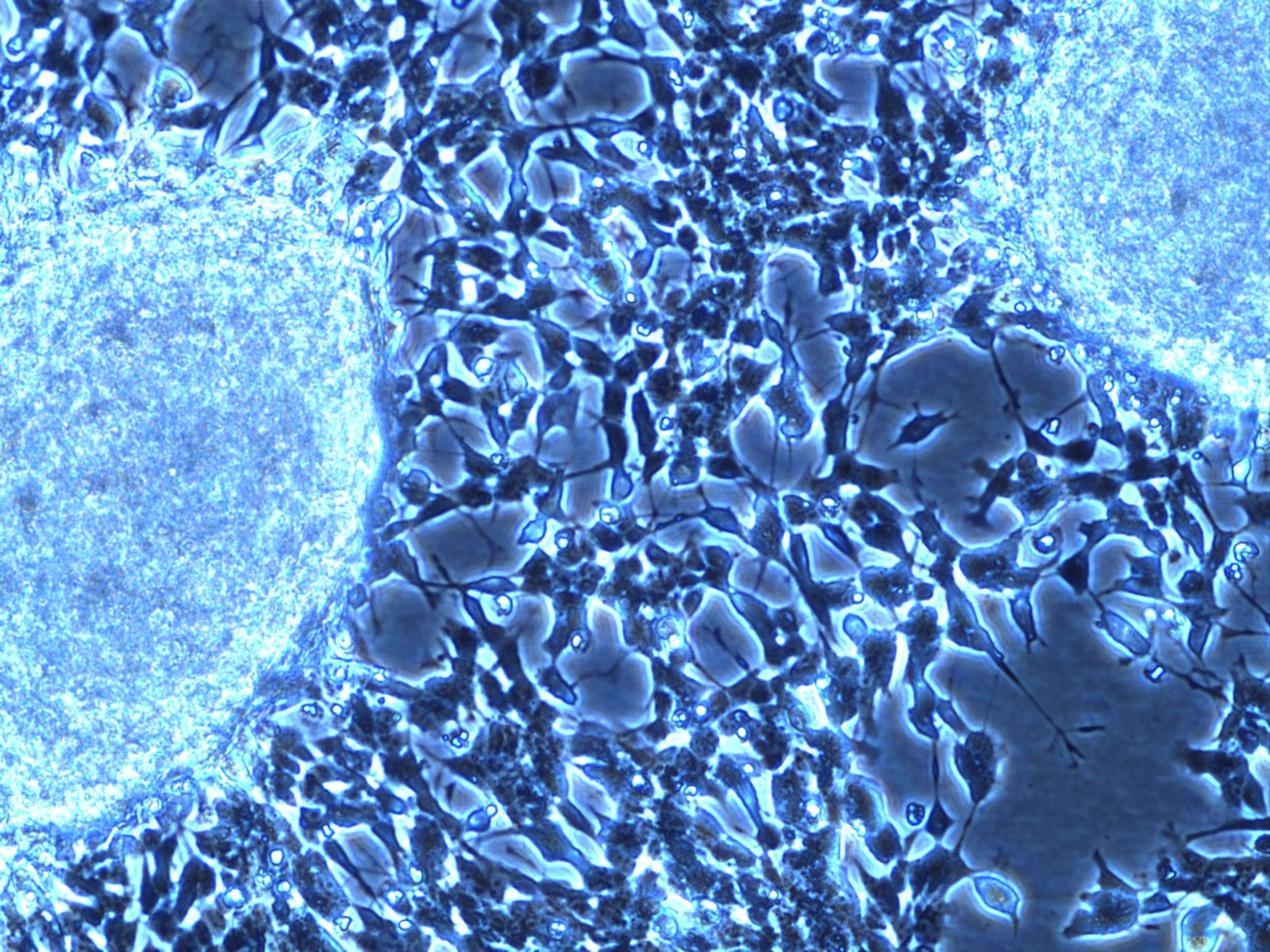
Las células SH-SY5Y pueden formar grupos de células indiferenciadas, que luego esparcen células diferenciadas en el área circundante. Esta formación de crecimiento puede denominarse "over-easy formation".

SH-SY5Y es una línea celular de origen humano utilizada en investigación científica. La línea celular original, llamada SK-N-SH, de la cual se subclonó, se aisló de una biopsia de médula ósea tomada de una niña de cuatro años con neuroblastoma. Las células SH-SY5Y se utilizan a menudo como modelos in vitro de función y diferenciación neuronal. Son adrenérgicos en fenotipo pero también expresan marcadores dopaminérgicos y, por esta razón, se han utilizado para estudiar la enfermedad de Parkinson, la neurogénesis y características de las células cerebrales.